# General Capdevila
General Capdevila är en ort i Argentina.   Den ligger i provinsen Chaco, i den norra delen av landet, 900 km norr om huvudstaden Buenos Aires. General Capdevila ligger 112 meter över havet och antalet invånare är 405.
Terrängen runt General Capdevila är mycket platt. Runt General Capdevila är det mycket glesbefolkat, med 6 invånare per kvadratkilometer.. Närmaste större samhälle är Itín, 16,7 km öster om General Capdevila.
Trakten runt General Capdevila består i huvudsak av gräsmarker.